# CS UCM Reșița
UCM Reșița este o echipă de handbal masculin din Reșița, câștigătoare a Cupa României în 2010 și în trei rânduri a Cupei Challenge.

## Istoricul echipei
Handbalul reșițean are o tradiție de peste 75 de ani, începând cu practicarea handbalului în 11, iar din anul 1958 se practică jocul de handbal în 7.
Prima atestare a unei forme de organizare handbalistică la Reșița este confirmată de arhivele handbalului românesc în 1942, echipa fiind sprijinită la acea vreme de Uzinele de Fier și Domeniile Reșița, astăzi UCM group. În acel an formația clubului sportiv reșițean - UDR a participat la Ploiești la turneul final al campionatului național de handbal (ulterior neomologat) alături de reprezentantele orașelor București, Mediaș și Ploiești.
În perioada 1958-2001, echipa de handbal și-a desfășurat activitatea în Divizia A, sub denumirea Club Sportiv Muncitoresc Reșița, având suport financiar din partea UCM Reșița. Unul din handbaliștii de legendă ai formației CSM Reșița rămâne internaționalul Werner STOCKL, medaliat cu aur la Campionatul Mondial disputat în 1974 în Republica Democrată Germană. 
În anul 2001, clubul a fuzionat cu C.S. Universitatea Reșița, devenind C.S. Universitatea UCM Reșița, fiind susținută financiar în acea perioadă și de Universitatea “Eftimie Murgu” din Reșița.
În ediția de campionat 2003-2004, echipa C.S Universitatea UCM Reșița a promovat în Liga Națională de Handbal Masculin.

## Sezonul 2004 - 2005
Handbalul masculin reșițean a atins o serie de performanțe notabile începând cu 2004, an în care echipa de handbal a fost preluată în totalitate de Clubul Sportiv UCM Reșița și și-a schimbat numele în Handball Team UCM Reșița.
În sezonul 2004-2005, primul în Liga Națională de Handbal Masculin, Handball Team UCM Reșița a practicat un handbal de calitate și a reușit la finalul campionatului clasarea pe locul 9. Cu antrenorul Petre Avramescu pe bancă,  UCM Reșița avea să realizeze un rezultat de egalitate cu o formație aflată în plină ascensiune în campionatul românesc, HCM Constanța, învingătoare în acel an în Liga Campionilor în întâlnirea de acasă cu Barcelona, campioana en-titre a Europei.

## Sezonul 2005 - 2006
În sezonul următor, 2005-2006, jocul echipei a înregistrat o creștere evidentă, materializată în clasarea la finalul campionatului pe locul 5 și obținerea dreptului de participare în Cupa Challenge, UCM Reșița fiind la debutul său într-o cupa europeană.

## Sezonul 2006 - 2007
Sezonul 2006-2007 s-a încheiat pentru handbaliștii reșițeni cu o performanță extraordinară prin câștigarea Cupei Challenge chiar la prima participare într-o competiție internațională. După ce a eliminat pe rând pe Kaustik Volgograd (Rusia) și Zaglebie Lubin (Polonia), UCM Reșița a trecut în finala de Drammen HandballKlubb, una dintre cele mai titrate echipe ale handbalului norvegian. Dupa 2 manse încheiate la egalitate, 26-26 la Severin și 36-36 la Drammen, handbaliștii reșițeni au obținut trofeul european ca urmare a numărului mai mare de goluri înscrise în deplasare. Golgeterii echipei la primul sezon european au fost: Bojan Butulija 64 goluri, Gheorhe Irimgescu 55 goluri, Adrian Tucanu 48 goluri, Dušan Pašić 37 goluri, Mihai Rohozneanu 31 goluri.
Încă din primul an în Liga Naționala, o serie de jucători au fost convocați la loturile naționale de juniori, tineret și seniori. Dintre aceștia menționam: Adrian Tucanu, Florin Ciubotariu, Mihai Rohozneanu, Gheorghe Irimescu, Sebastian Pirvan. Din lotul UCM Reșița au mai făcut parte si handbaliști străini de mare valoare: Bojan Butulija, Dušan Pašić din Serbia, Vladimir Kovačević din Muntenegru, Olecsandr Natalyuk din Ucraina.

## Sezonul 2007-2008
Liga Nationala 2007-2008
La sfârșitul ediției 2007-2008 a Ligii Nationale de Handbal Masculin, UCM Reșița a ocupat locul 3 cu 17 victorii, 2 egaluri si 7 înfrângeri, 829 de goluri marcate si 7 64de goluri primite acumulând 35 de puncte.
Echipa a suferit o penalizare de 3 puncte din partea Comisiei de Competiții a FRH ca urmare a folosirii in partida Politehnica Izometal Timisoara-UCM Reșița, încheiată pe teren cu scorul 28-23 in favoarea echipei reșițene, a juniorului Alexandru Vulpe care nu avea drept de joc pe cerințe de vârstă.
Golgeterii echipei in sezonul 2007-2008 in Liga Nationala au fost: Bojan BUTULIJA 170 goluri, Gheorghe IRIMESCU 162 goluri, Dušan PAŠIĆ 118 goluri, Adrian TUCANU 81 goluri, Mihai ROHOZNEANU 80 goluri, Florin CIUBOTARIU 60 goluri.
CHALLENGE CUP 2007-2008
UCM Reșița a reușit o performanta istorica pentru handbalul după ce a câștigat pentru a doua oara consecutiv Challenge Cup. Handbaliștii antrenați de profesorul Aihan Omer au trecut pe rand de: LIF Lindesberg (Suedia) in turul 3, RK MOSLAVINA Kutina (Croatia) in optimi, ARKATRON Minsk (Belarus) in sferturi, BENFICA Lisabona (Portugalia) in semifinala si ALPLA HC HARD (Austria) in finala.
Iată parcursul ucemeriștilor în ediția 2007-2008 a Challenge Cup:
Turul 3
17.11.2007 LIF Lindesberg : UCM Reșița 34-35 (17-15)
24.11.2007 UCM Reșița : LIF Lindesberg 39-29 (16-11)
Optimi de finala
10.02.2008 UCM Reșița - RK MOSLAVINA Kutina 40-26 (21-15)
16.02.2008 RK MOSLAVINA Kutina - UCM Reșița 36-34 (12-17)
Sferturi de finala
08.03.2008 ARKATRON Minsk - UCM Reșița 29-31 (17-13)
15.03.2008 UCM Reșița - ARKATRON Minsk 45-33 (23-14)
Semifinala
06.04.2008 BENFICA Lisabona - UCM Reșița 31-26 (17-16)
13.04.2008 UCM Reșița - BENFICA Lisabona 32-25 (17-12)
Finala
04.05.2008 ALPLA HC Hard - UCM Reșița 29-28 (17-16)
11.05.2008 UCM Reșița - ALPLA HC Hard 26-18 (10-6)
Principalii marcatori ai echipei in Challenge Cup au fost: Bojan BUTULIJA 66 goluri, Gheorghe IRIMESCU 59 goluri, Adrian Tucanu 25 goluri, Dušan PAŠIĆ 53 goluri, Mihai ROHOZNEANU 35 goluri, Florin CIUBOTARIU 28, Adrian TUCANU 25 goluri.

## Sezonul 2008 - 2009
In sezonul competitional 2008 - 2009, formația UCM Reșița a avut cea mai buna comportare la nivel national, de la înființare si pana in prezent.
In Liga Nationala, formația reșițeană devine vicecampioana a României încheind pe poziția a II-a a clasamentului, înaintea unor echipe cu tradiție in handbalul romanesc, precum Steaua, Dinamo Bucuresti sau Minaur Baia Mare.
UCM Reșița a reușit sa ajungă in Finala Cupei României în același sezon 2008 - 2009, dar a fost învinsă de Steaua Bucuresti, in partida disputata la Sibiu pe data de 17 mai 2009, scor final Steaua Bucuresti - UCM Reșița 29-27 (15-15).
În plan international, UCM Reșița câștiga încă odată Cupa Challenge, devenind prima echipa de handbal din Europa care a reușit să câștige acest trofeu vreme de 3 ani consecutiv.
In dubla întâlnire din finala Cupei Challenge, UCM Reșița a întâlnit o altă formație românească CS Universitatea Bucovina Suceava, pierzând la doua goluri in postura de gazda, în manșa tur (25 - 27) dar câștigând in retur cu scorul de 20 - 25.

## Sezonul 2009-2010
2009 - 2010, reprezintă sezonul în care formația UCM Reșița a reușit sa repete performanta obținută în plan intern in anul precedent. 
In Liga Nationala, formația reșițeană redevine vicecampioana a României.
22 mai 2010 va rămâne una dintre cele mai frumoase zile pentru UCM Reșița.
UCM Reșița reușește să câștige primul trofeu intern din istorie - CUPA ROMANIEI, învingând-o pentru prima oara pe campioana României HCM Constanta in Finala Cupei României, după aruncările de la 7 metri.
Scor final UCM Reșița - HCM Constanta 30 - 29 (26 - 26 după 60 de minute de jos, 13 - 15 la pauza).
In plan international, UCM Reșița a evoluat in Cupa EHF ajungând până in turul 3 al acestei competiții, fiind învinsă in deplasare de formația slovena RK Trimo Trebnje cu scorul de 32 – 28, acasă reșițenii reușind doar o victorie de moral, 32 - 30.

## Lotul actual
| Nr. | Nume                           | Naționalitate |
| 1   | Cristian Mircea Ionescu        | Romania       |
| 3   | Bojan Butulija                 | Serbia        |
| 6   | Alin Ilie Vaidasigan-Surulescu | Romania       |
| 7   | Dušan Pašić                    | Serbia        |
| 9   | Florin Gheorghe Cuciula        | Romania       |
| 10  | Sebastian Ovidiu Parvan        | Romania       |
| 11  | Adrian Tucanu                  | Romania       |
| 12  | Cristian Cătălin Antonaru      | Romania       |
| 13  | Dan Mihai Rohozneanu           | Romania       |
| 15  | Valentin Marian Ghionea        | Romania       |
| 16  | Nenad Damjanović               | Serbia        |
| 18  | Eremia Pârâianu                | Romania       |
| 19  | Adrian Dănuț Petrea            | Romania       |
| 21  | Mihuț Aron Pancu               | Romania       |
| 22  | Gheorghe Alexandru Irimescu    | Romania       |
| 26  | Florin Ciubotaru               | Romania       |
| 34  | Cristian Stelian Fenici        | Romania       |
| 81  | Pavel Marius Grozăvescu        | Romania       |
| 89  | Ioan Claudiu Stan              | Romania       |
| 90  | Alexandru Petrică Vulpe        | Romania       |
| --- | ------------------------------ | ------------- |

## Palmares
UCM Reșița are deja un palmares impresionant, chiar daca a promovat in Liga Nationala de Handbal Masculin doar din anul 2004:
- Câștigătoare a Challenge Cup: 2007, 2008 si 2009;

UCM Reșița este prima echipa de handbal din Europa care a reușit să câștige acest trofeu european 3 ani consecutiv.
- Liga Națională:

Locul 2 si medalie de argint in sezoanele 2008 - 2009 si 2009-2010;
Locul 3 in sezonul 2007 - 2008;
- Cupa României:

Câștigătoare: 2009-2010;
Finalista in sezonul 2008 - 2009;
Semifinalista in sezonul 2006-2007.